# Akuyuukai
Akuyuukai (悪友會〜あくゆうかい〜) é o segundo EP da banda japonesa de rock the GazettE, lançado em 25 de junho de 2003 pela PS Company limitado a 5 mil cópias, que esgotaram. Vendeu 2,497 cópias na primeira semana, alcançando a centésima posição na Oricon Albums Chart.

## Produção e composição
Em uma entrevista com a revista Fool's Mate em 2008, o baixista Reita contou que um dia antes da gravação do EP, os membros se reuniram na casa do guitarrista Uruha para discutir a gravação. Eles tiveram ideias como, "podemos abaixar todos os nossos instrumentos de cordas em uma nota".
O portal de visual kei Visunavi contou, ao analisar o mini álbum, que ele começa com um som pesado e intenso lembrando o canto budista em "Oni no Men" (鬼の面). Já "Ray" é uma canção triste, com "angústia e esperança", elogiando a letra. A terceira faixa, "Waifu", causa comoção e funde sons agudos e pesados. A última, "Ito", mostra um charme que contrasta com som pesado e uma melodia triste, disse o portal, sendo uma canção de amor.
Ela foi regravada e relançada em 2017 na compilação Traces Vol.2.

## Promoção e lançamento
Akuyuukai foi a "parte 2" da campanha de lançamento de três EPs consecutivos, um por mês, sendo precedido por Cockayne Soup e procedido por Spermargarita. A campanha se chamava Dai Nippon Itangēshateki Nōmiso Gyaku Kaiten Zekyōon Genshū (大日本異端芸者的脳味噌逆回転絶叫音源集), e as faixas de todos os EPs foram reunidos em uma compilação de mesmo nome em 2006. Era possível reservá-los para compra na pré-venda no site da banda.
Uma remasterização, dessa vez com cópias ilimitadas, foi lançada em 23 de novembro de 2005 pela King Records.

## Faixas
| N.º            | Título                | Duração |  |
| 1.             | "Oni no Men" (鬼の面) | 5:02    |  |
| 2.             | "Ray"                 | 5:49    |  |
| 3.             | "Waifu" (ワイフ)      | 5:22    |  |
| 4.             | "Ito" (絲)            | 6:41    |  |
| Duração total: | Duração total:        | 24:15   |  |

## Créditos
- Ruki – vocais
- Uruha – guitarra solo
- Aoi – guitarra rítmica
- Reita – baixo
- Kai – bateria